# Gabriela Jaskulla
Gabriela Jaskulla (* 1962 in Dettelbach) ist eine deutsche Journalistin und Schriftstellerin.

## Leben
Gabriela Jaskulla legte im Jahr 1982 ihr Abitur am Martino-Katharineum Braunschweig ab. Noch im selben Jahr begann sie als Stipendiatin der Friedrich-Ebert-Stiftung in Trier Kunstgeschichte, Literatur und Musikgeschichte zu studieren. Ein Forschungsstipendium führte sie 1984 nach Santiago de Compostela, das sie im Jahr 1987 mit einer Arbeit über Käthe Kollwitz und Castelao (Thema: Politische Druckgrafik) beendete. Im Jahr 1989 schloss Gabriela Jaskulla ihr Studium mit dem Magister Artium mit besonderer Auszeichnung ab. Das Thema ihrer Magisterarbeit lautete: Afrika auf Kuba. Wifredo Lam und die Masken des Surrealismus. Im Jahr 2014 nahm sie ihre kunsthistorische Arbeit wieder auf: mit einer Promotion bei Wolfgang Kemp am Fachbereich Kunstgeschichte der Universität Hamburg. Das Thema der Doktorarbeit, die 2017 abgeschlossen wurde: Clara Arnheim und der „Hiddensoer Künstlerinnenbund“ : Eine Randnotiz der Kunstgeschichte oder ein Beitrag zur künstlerischen Emanzipation zu Beginn des 20. Jahrhunderts?
Nach einem Volontariat beim Norddeutschen Rundfunk in Hamburg (von 1989 bis 1991) war Gabriela Jaskulla zunächst Redakteurin in der Auslandsredaktion Fernsehen beim NDR und von 1996 bis 1997 persönliche Referentin des Intendanten. Anschließend war sie bis 2006 als Redakteurin für NDR Kultur in Hannover tätig.
Im Jahr 2006 wechselte Jaskulla nach Hamburg zum Verlag Hoffmann und Campe und baute dort die Hörbuchabteilung auf, die sie bis 2009 leitete.
Seit dem Sommersemester 2013 war sie Vertretungsprofessorin u. a. für Journalismus an der Hochschule Hannover an der Fakultät III – Medien, Information und Design. Der inhaltliche Schwerpunkt lag auf dem Thema Kulturjournalismus, das sie schon seit 2009 als Dozentin in Hannover unterrichtet. Interviewtechnik und Kreatives Schreiben sind weitere wichtige Themenfelder ihrer Lehrtätigkeit.
Im Jahr 2017 folgt Jaskulla dem Ruf auf eine Professur für Journalistik an die private, gemeinnützige Fachhochschule des Mittelstands (FHM) in Hannover. 2018 wurde sie dort zur wissenschaftlichen Leiterin ernannt.
Jaskulla führt zudem praxisorientierte Medientrainings für Führungskräfte durch, in denen diese insbesondere in Interviewsituationen unter Livebedingungen geschult werden.
Darüber hinaus hat sie prominente Zeitgenossen aus Kultur und Wissenschaft beim Schaffen eines literarischen oder wissenschaftlichen Werkes verlegerisch beraten und redaktionell unterstützt.
Als freie Publizistin ist sie u. a. tätig für Deutschlandradio Kultur, Die ZEIT, Cicero und NDR Kultur (vor allem für die Sendung Classic à la Carte). Jaskulla war bis zu ihrem Austritt Mitglied des PEN Zentrum Deutschland und ist Mitgründerin des PEN Berlin.

## Publikationen

### Romane
- Ostseeliebe, btb, München 2003, ISBN 978-3-442-75103-7 (nicht mehr lieferbar)

Insel Verlag, Berlin 2016, ISBN 978-3-458-36151-0
- Glückstadt, btb, München 2005, ISBN 978-3-442-73594-5
- Die Geliebte des Trompeters, dtv Verlagsgesellschaft, München 2008, ISBN 978-3-423-40316-0
- Annas Abschied von der romantischen Liebe, DuMont Buchverlag, Köln 2010, ISBN 978-3-8321-9533-5
- Septembermeer, Insel Verlag, Berlin 2016, ISBN 978-3-458-36150-3
- Die Herbstköchin, Insel Verlag, Berlin 2018, ISBN 978-3-458-36363-7
- Niki de Saint Phalle und die Pracht der Frauen, Insel Verlag, Berlin 2022, ISBN 978-3-458-68212-7

### Beiträge in Anthologien
- Martines Augenstern (Erzählung), In: 17 Frauen ziehen einen Mann aus, btb, München 2005, ISBN 978-3-442-73337-8
- Siebenbirnen (Erzählung), In: Peine, Paris, Pattensen, Wallstein Verlag, Göttingen 2006, ISBN 978-3-8353-0085-9
- Wie das Kind in der Krippe einen neuen Vater bekam (Erzählung), In: Das Kind in der Krippe, Insel Verlag, Berlin 2015, ISBN 978-3-458-36106-0
- 'Madamechen' (Erzählung), In: Fröhliche Kätzchen überall (Insel Verlag), Berlin 2020, ISBN 978-3-458-68109-0

### Herausgeberschaft
- Joyce Carol Oates, Die Lästigen: Eine amerikanische Chronik in Erzählungen, Die andere Bibliothek, Berlin 2011, ISBN 978-3-8218-6237-8

## Auszeichnungen
- 2003, Stipendium der Arno Schmidt Stiftung in Rendsburg
- 2004, Aufenthaltsstipendium für das Künstlerhaus Edenkoben (Rheinland-Pfalz)
- 2005, Aufenthaltsstipendium für den Künstlerhof Schreyahn (Niedersachsen)
- 2011, Writer in Residence in Taos (New Mexico) (USA)
- 2012, Stipendium / Stadtschreiberin Salzwedel (Sachsen-Anhalt)